# SKNザンクト・ペルテン (女子)
本項ではオーストリア・ニーダーエスターライヒ州ザンクト・ペルテンを本拠地とするサッカークラブ、SKNザンクト・ペルテン（SKN St. Pölten）の女子サッカー部門について説明する。オーストリア・女子ブンデスリーガ1部屈指の強豪で、UEFA女子チャンピオンズリーグの常連である。

## 概要
1920年に創設されたASVシュプラッツェルン（ASV Spratzern）や1990年代から女子チームを運営していたSCシュタッタースドルフ（SC Stattersdorf）等が提携して2006年に新たな女子チームFSKザンクト・ペルテン（独: FSK St. Pölten）を発足（長年に渡りFSKザンクト・ペルテン・シュプラッツェルン（独: FSK St. Pölten-Spratzern）としても活動）。下位リーグからスタートした同チームは巨大な予算を背景に昇格を繰り返し、2010-11シーズンには2部リーグでの優勝とオーストリア・女子ブンデスリーガ1部への昇格を果たした。
2013-14シーズンからは オーストリアの大手ビル管理会社Simacekが新たなメインスポンサーになり、女子サッカーのプロクラブとして運営されている。同時期に2003年から2014年までオーストリア・女子ブンデスリーガ1部で12連覇と圧倒的な強さを誇っていたSVノイレングバッハがメインスポンサーの撤退等により予算を大幅に減らした結果戦力がダウンしたこともあり、2014-15シーズンと2015-16シーズンでFSKザンクト・ペルテン・シュプラッツェルンはオーストリア・女子ブンデスリーガでの2連覇を成し遂げた。
2016年6月より同じくザンクト・ペルテンに拠点を置くオーストリア・男子ブンデスリーガ1部に所属するSKNザンクト・ペルテンとの業務提携を開始。2016-17シーズン以降はSKNザンクト・ペルテン（独: SKN St. Pölten）の女子部門として活動している。主にオーストリア女子代表選手や東欧各国の代表選手をターゲットに絞った積極的な補強が大々的に行われており、UEFA女子チャンピオンズリーグにも2015-16シーズン以降毎年出場している。

## スタジアム
UEFA女子チャンピオンズリーグの試合は2011年に完成しオーストリア・男子ブンデスリーガ1部に所属するSKNザンクト・ペルテンの男子チームが使用しているサッカー専用スタジアムNV・アレーナで行われている。オーストリア・女子ブンデスリーガ1部の試合は同じくNVアレーナかシュタッタースドルフ競技場で開催されている。

## タイトル

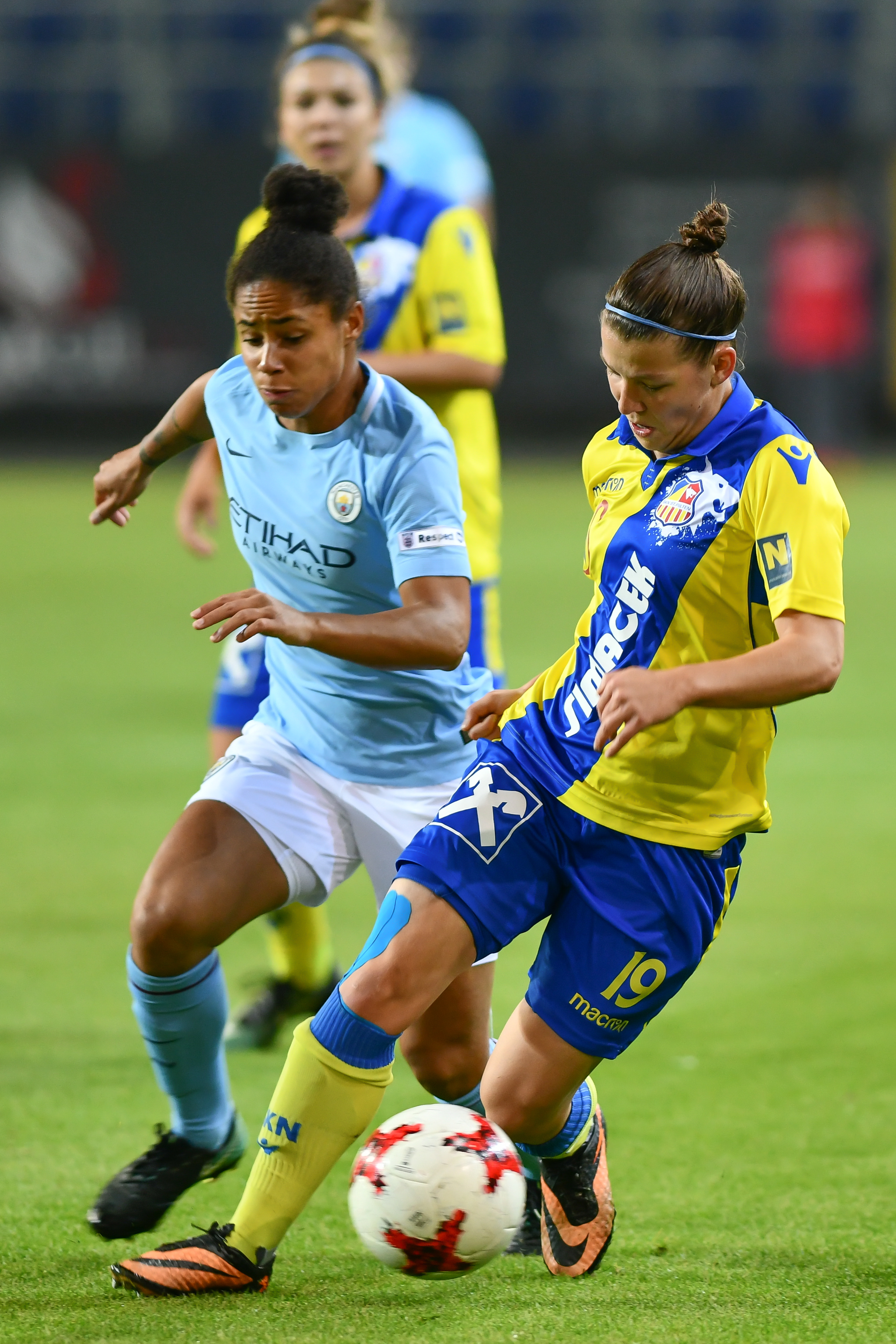
UEFA女子チャンピオンズリーグでのマンチェスター・シティFC戦

### 国内タイトル
- オーストリア・女子ブンデスリーガ1部：10回
  - 2015, 2016, 2017, 2018, 2019, 2021, 2022, 2023, 2024, 2025
- オーストリア・レディースカップ：10回
  - 2013, 2014, 2015, 2016, 2017, 2018, 2019, 2022, 2023, 2024
- オーストリア女子2部リーグ：2回
  - 2010, 2011

## 歴代所属選手
- モニカ・マティソヴァ 2010-2016
- リーサ・マカス 2011-2015, 2020-2021
- ラウラ・クルムベック 2011-2015, 2016-2019
- マリーナ・ゲオルギエヴァ 2012-2017
- ダレーン・ヘゲーラ 2012-2013
- ニコル・ビッラ 2013-2015
- ナディーネ・プロハスカ 2013-2018
- ヤスミン・エーダー 2013-
- エリキーニャ 2014
- バーバラ・ドゥンスト 2014-2017
- ヴィクトリア・ピンター 2015-2018
- ファンニ・ファーゴ 2015-2019
- アレクサンドラ・ビローヴァ 2015-
- マテヤ・ズヴェル 2015-
- ラファ・トラヴァラン 2016-2017
- イザベラ・クレッシェ 2016-2022
- ラウラ・ヴィーンロイター 2017-2018
- シュテファニー・エンツィンガー 2017-
- アンナベル・シャシング 2018-2020
- ユリア・ヒッケルスベルガー＝フュッラー 2019-2022
- レオナルダ・バログ 2019-
- イザベル・マイヤー 2019-
- マリア・ミコラヨヴァ 2019-
- マルゴジャータ・グレーツ 2021-2022
- カリーナ・シュリューター 2022-